# GeoTIFF
GeoTIFF este un standard de metadate dim domeniu public care permite încorporarea informațiilor de georeferențiere într-un fișier TIFF. Informații suplimentare pot fi incluse cum ar fi, proiecția hărții, sistemul de coordonate, elipsoidul, sistemul de referinta și orice altceva necesar pentru a stabili referința spațială exactă pentru fișier. Formatul GeoTIFF este pe deplin conform cu TIFF 6.0, astfel încât software-ul incapabil să citească și să interpreteze metadatele specializate va putea totuși să deschidă un fișier format GeoTIFF. 
O alternativă la metadatele geospatiale TIFF „inline” sunt fișierele aditionale * .tfw World File care poate sta în același dosar ca fișierul TIFF obișnuit pentru a furniza un subset al funcționalității GeoTIFF standard descris aici. 

## Istorie
Formatul GeoTIFF a fost inițial creat de Dr. Niles Ritter în timp ce lucra la Laboratorul de Propulsie Jet NASA . 
In implementare stemelor de referinte, codul a fost lansat în mare parte ca open source, cu unele părți în cadrul unei permisivă licență X .  
Pe 14 septembrie 2019, Open Geospatial Consortium a publicat standardul OGC GeoTIFF.  Standardul OGC GeoTIFF definește formatul de fișiere cu imagini etichetate geografic (GeoTIFF) specificând cerințele și regulile de codificare pentru utilizarea formatului de fișiere imagine (TIFF) pentru schimbul de imagini georeferențiate sau geocodate. Standardul OGC GeoTIFF 1.1 oficializează specificația existentă comunității GeoTIFF versiunea 1.0 și o aliniază la adăugarea continuă a datelor la setul de date parametrilor geodezici EPSG. 

## GeoTIFF optimizat în cloud
„Cloud Optimized GeoTIFF” (COG) este un standard bazat pe GeoTIFF, conceput pentru a face simplu utilizarea GeoTIFF-urilor găzduite pe webservers-urile HTTP, astfel încât utilizatorii/software-ul să poată folosi datele parțiale din fișier fără a fi nevoie să descarce întregul fișier.  Este proiectat să funcționeze cu solicitări ale intervalului HTTP și specifică un aspect particular de date și metadate din GeoTIFF, astfel încât clienții pot prezice ce gamă de octeți trebuie să descarce. 
COG este pur și simplu o specializare a GeoTIFF - și astfel, fișierele COG sunt fișiere TIFF. 
COG a fost dezvoltat în cadrul proiectului Fundației Geospatiale Open Source/GDAL, începând din 2016.  Formatul COG poate fi citit și scris de multe instrumente software geografice comune, inclusiv GDAL, QGIS și GeoTrellis. Diversi furnizori furnizează acum unele dintre datele lor în format COG, inclusiv Google și DigitalGlobe.